# Rhithrogena germanica
Rhithrogena germanica es una especie de insecto efemeróptero de la familia Heptageniidae originario de Europa. Emerge del agua de su etapa de subimago al final del invierno, y se distingue de otras especies similares por una mancha oscura en el fémur de sus patas.

## Descripción
Los adultos y subimagos de las especies de Rhithrogena tienen dos colas largas y alas posteriores fácilmente visibles. R. germanica sólo puede distinguirse de especies relacionadas como R. semicolorata por la presencia de una mancha oscura en el fémur de las patas.
Una especie similar, Ecdyonurus venosus está más extendida en Gran Bretaña, pero emerge más tarde que R. germanica.

## Distribución
Está muy extendida en Europa Central y del Norte. Fue descrita por primera vez por Alfred Edwin Eaton basándose en un imago macho recogido del río Rin en Laufenburg, Suiza. Su distribución actual en Suiza se limita a algunos afluentes del Rin (Limago, Sihl, Thur, Töss).
En las islas británicas, su rango incluye el río Tweed y el Don en Escocia, el Coquet en Inglaterra, el Wye en Gales y el Liffey en Irlanda. En Alemania, en los estados federados de Baden-Wurtemberg, Baviera y Hesse. Existen informes de poblaciones en Dinamarca, Francia, Checoslovaquia y Polonia; registros de otras áreas pueden referirse a otras especies similares, como Rhithrogena sowai.

## Ciclo vital

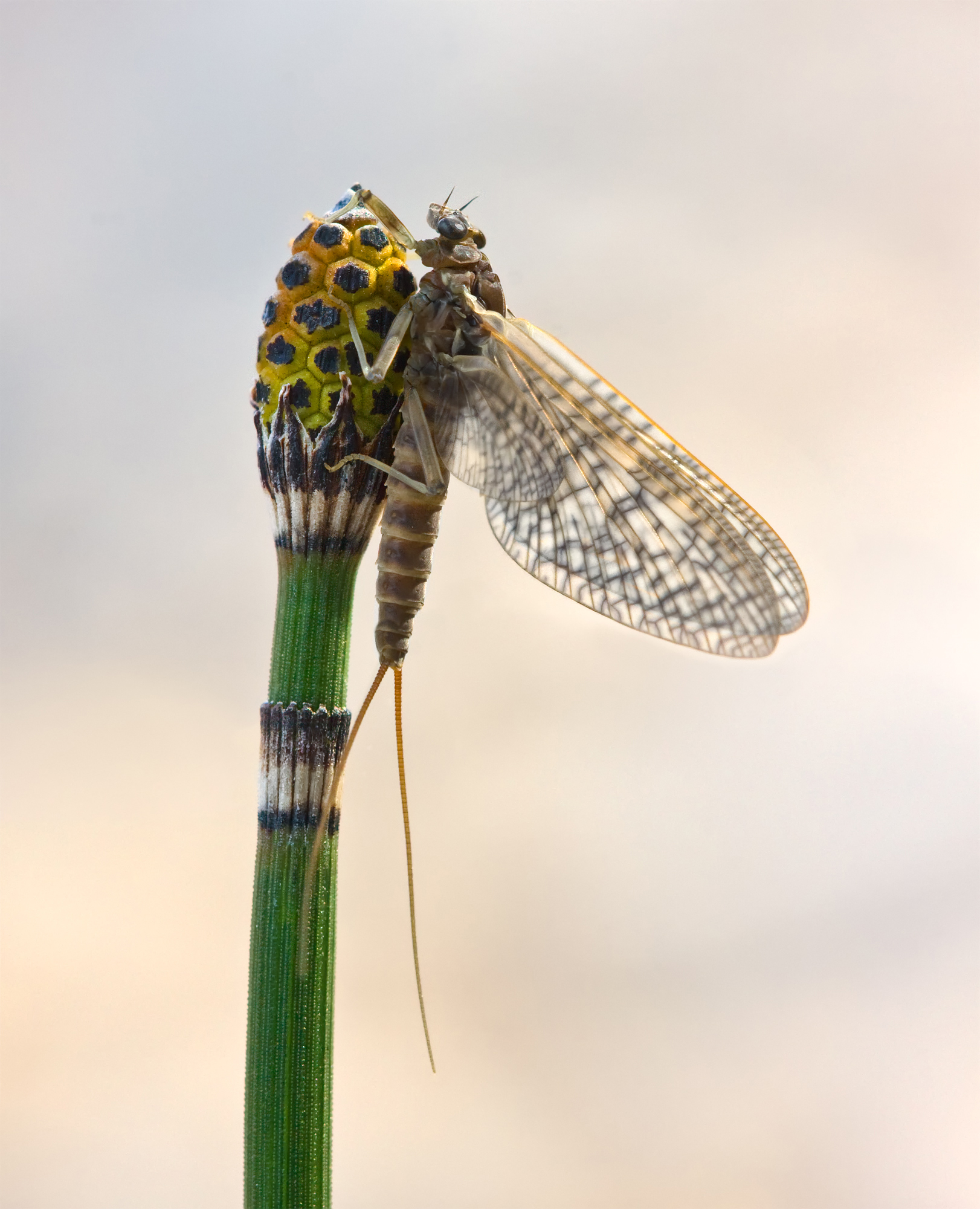
Subimago sobre un equiseto de invierno.

Como otras efímeras, las ninfas de R. germanica son insectos acuáticos que viven en el fondo de los ríos. Puede tolerar una cierta cantidad de contaminación, pero requiere altas concentraciones de oxígeno disuelto y, por lo tanto, se encuentra en ríos grandes, limpios y de flujo rápido. Las larvas emergen a principios de año, al final del invierno o el comienzo de la primavera (de marzo a principios de abril). Los adultos emergentes son muy vulnerables a los depredadores, por lo que su emergencia es muy rápida: todo el proceso de última muda y primer vuelo puede tardar tan sólo 30 segundos.
Las efímeras son los únicos insectos en los que existe un estadio intermedio, el subimago, entre la fase larvaria y la de adulto. El estadio de subimago de R. germanica es el más duradero de todas las efímeras, de hasta cuatro días antes de mudar en la imago, durante cuyo tiempo el subimago descansa en un árbol cerca del río de donde emergió.
Los adultos carecen de piezas bucales funcionales y, después de reproducirse, mueren.

## Pesca con mosca

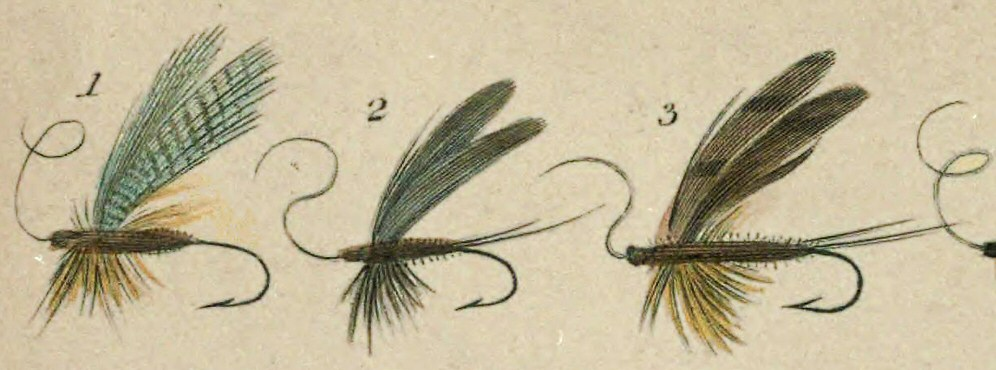
Moscas artificiales en la obra de Charles y Richard Bowlker Art of Angling (1854). La n.º 3 corresponde a R. germanica.

En las islas británicas se conoce como efímera marrón de marzo y se viene utilizando en la pesca con mosca por los pescadores británicos desde hace más de 500 años, sobre todo para la pesca de la trucha.